# USS Keppler (DD-765)
USS Keppler (DD/DDE-765) là một tàu khu trục lớp Gearing được Hải quân Hoa Kỳ chế tạo vào giai đoạn cuối Chiến tranh Thế giới thứ hai. Nó là chiếc tàu chiến thứ ba của Hải quân Mỹ được đặt cái tên này, nhưng là chiếc duy nhật được chế tạo, đặt theo tên Reinhardt J. Keppler (1918–1942), một thủy thủ phục vụ trên tàu tuần dương hạng nặng San Francisco (CA-38), người đã tử trận trong trận Hải chiến Guadalcanal và được truy tặng Huân chương Danh dự và Huân chương Chữ thập Hải quân. Hoàn tất khi chiến tranh đã kết thúc, con tàu tiếp tục phục vụ trong giai đoạn Chiến tranh Lạnh, Chiến tranh Triều Tiên và Chiến tranh Việt Nam cho đến khi xuất biên chế năm 1972 rồi được chuyển cho Thổ Nhĩ Kỳ. Nó tiếp tục phục vụ cùng Hải quân Thổ Nhĩ Kỳ như là chiếc TCG Tınaztepe (D 355) cho đến khi ngừng hoạt động và bị tháo dỡ năm 1984. Keppler được tặng thưởng hai Ngôi sao Chiến trận do thành tích phục vụ trong Chiến tranh Triều Tiên.

## Thiết kế và chế tạo
Keppler được đặt lườn tại xưởng tàu của hãng Bethlehem Steel, ở San Francisco, California. vào ngày 23 tháng 4 năm 1944. Nó được hạ thủy vào ngày 24 tháng 6 năm 1946; được đỡ đầu bởi bà Elizabeth L. Keppler, vợ góa thủy thủ Keppler, và nhập biên chế vào ngày 23 tháng 5 năm 1947 dưới quyền chỉ huy của Hạm trưởng, Trung tá Hải quân Peter M. Gaviglio.

## Lịch sử hoạt động

### 1947 - 1950
Sau khi hoàn tất việc chạy thử máy dọc theo vùng bờ Tây, Keppler rời San Diego, California vào ngày 9 tháng 10 năm 1947 để hoạt động huấn luyện tại vùng biển quần đảo Hawaii, rồi lên đường đi Australia và Trung Quốc trước khi quay trở về San Diego vào ngày 20 tháng 5 năm 1948. Sang đầu năm 1949, nó đi vào Xưởng hải quân San Francisco để được cải biến thành một tàu khu trục chống tàu ngầm. Tiếp tục hoạt động dọc theo vùng bờ Tây từ ngày 9 tháng 6, nó rời San Diego vào ngày 5 tháng 10 do được điều động sang khu vực Đại Tây Dương.
Đi đến Norfolk, Virginia vào ngày 20 tháng 10, Keppler tham gia các cuộc thực tập chống tàu ngầm dọc theo bờ biển Đại Tây Dương, rồi chuyển đến cảng nhà mới Newport, Rhode Island của nó vào ngày 27 tháng 11, tiếp tục huấn luyện chống tàu ngầm. Con tàu được xếp lại lớp như một tàu khu trục hộ tống với ký hiệu lườn mới DDE-765 vào ngày 4 tháng 3, 1950, rồi khởi hành từ Newport vào ngày 5 tháng 7 cho một chuyến đi sang Địa Trung Hải. Đi đến Hy Lạp vào ngày 27 tháng 7, chiếc tàu khu trục hộ tống được lệnh tiếp tục hành trình đi sang Viễn Đông, sau khi chiến tranh bùng nổ tại Triều Tiên.

### Chiến tranh Triều Tiên
Sau khi băng qua kênh đào Suez và vượt Ấn Độ Dương, Keppler gia nhập Đệ Thất hạm đội vào giữa tháng 8, và trong hai tháng tiếp theo đã tuần tra tại khu vực eo biển Đài Loan trước khi gia nhập cùng tàu sân bay Philippine Sea (CV-47) vào ngày 17 tháng 11. Trong ba tháng tiếp theo, nó hộ tống cho đội đặc nhiệm tàu sân bay trong những chiến dịch không kích liên tục xuống các vị trí của lực lượng Bắc Triều Tiên. Nó lên đường đi Yokosuka, Nhật Bản, đến nơi vào ngày 7 tháng 2, 1951, và chỉ ba ngày sau đó đã khởi hành cho chuyến đi quay trở về Hoa Kỳ, về đến Newport vào ngày 14 tháng 3. Con tàu được đại tu và trong thời gian còn lại của năm 1951 tiến hành huấn luyện ôn tập và thực hành chống tàu ngầm.

### 1952 - 1960
Keppler lại khởi hành từ Newport vào ngày 9 tháng 1, 1952 để tham gia các cuộc tập trận chống tàu ngầm cùng Đệ Lục hạm đội; cao điểm trong đợt hoạt động này là cuộc tập trận "Grandslam", nơi có các tàu chiến thuộc hải quân nhiều nước thành viên Khối NATO cùng tham gia. Nó quay trở về Newport vào ngày 26 tháng 3 và tiếp nối những hoạt động thường lệ dọc theo vùng bờ Đông. Từ năm 1952 đến năm 1957, ngoài các cuộc tập trận của Khối NATO và các lượt hoạt động cùng Đệ Lục hạm đội tại Địa Trung Hải, nó tiếp tục các hoạt động thực hành chống tàu ngầm ngoài khơi Newport và tại vùng biển Caribe.
Keppler khởi hành vào ngày 4 tháng 1, 1957 cho một chuyến đi viếng thăm thiện chí và huấn luyện đến Nam Mỹ, và đã viếng thăm các cảng Colombia, Ecuador, Peru, Chile, Panama và Cuba trước khi quay trở về Newport vào ngày 18 tháng 3. Sau một giai đoạn hoạt động thường lệ dọc vùng bờ Đông, con tàu được phái sang Địa Trung Hải vào ngày 12 tháng 8. Nó băng qua kênh đào Suez để đi sang biển Hồng Hải trong tháng 9, vào lúc Cộng hòa Ả Rập Thống nhất có mối quan hệ ngoại giao căng thẳng với Jordan. Nó quay trở về Newport vào ngày 21 tháng 12.
Từ năm 1958 đến năm 1961, Keppler tiếp tục tham gia các cuộc cơ động thực tập chống tàu ngầm dọc theo bờ biển Đại Tây Dương và vùng biển Caribe cùng các cuộc tập trận của Khối NATO. Xen kẻ vào đó là một chuyến đi thực tập cho học viên sĩ quan vào năm 1959 và một lượt phục vụ cùng Đệ Lục hạm đội tại Địa Trung Hải vào mùa Hè năm 1960.

### 1961 - 1964
Keppler đi vào Xưởng hải quân New York vào ngày 1 tháng 3, 1961 để được nâng cấp trong khuôn khổ Chương trình Hồi sinh và Hiện đại hóa Hạm đội II (FRAM: Fleet Rehabilitation and Modernization) nhằm kéo dài tuổi thọ hoạt động thêm 10 đến 20 cũng như nâng cao hiệu quả tác chiến. Sau khi hoàn tất công việc trong xưởng tàu, nó quay trở lại Newport vào ngày 25 tháng 10, tiếp nối nhiệm vụ chống tàu ngầm dọc bờ Đông từ ngày 8 tháng 3, 1962. Nó lên đường vào ngày 4 tháng 6 cho một chuyến đi thực tập của học viên sĩ quan vào mùa Hè, rồi quay trở về Newport vào ngày 30 tháng 8. Con tàu được xếp lại lớp và quay lại ký hiệu lườn cũ DD-765 vào lúc này.
Khi xảy ra vụ Khủng hoảng tên lửa Cuba vào năm 1962, Keppler đã khởi hành từ Newport vào ngày 22 tháng 10 để tham gia lực lượng hải quân phong tỏa khu vực Cuba. Đang khi tuần tra tại vùng biển Caribe, nó phát hiện một tàu ngầm Liên Xô trên mặt biển vào ngày 2 tháng 11, và đã tiếp tục theo dõi con tàu Xô Viết trong bảy ngày tiếp theo. Đến ngày 9 tháng 11, chiếc tàu ngầm sáp nhập cùng một tàu đánh cá Liên Xô, và chiếc tàu khu trục tiếp tục theo gót chúng cho đến khi cả hai đổi hướng đi đến khu vực quần đảo Azores. Chiếc tàu khu trục quay trở về Newport vào ngày 21 tháng 11.
Trong năm 1963 và 1964, Keppler tiếp tục hoạt động tìm-diệt chống tàu ngầm dọc bờ biển Đại Tây Dương và vùng biển Caribe. Nó khởi hành vào ngày 8 tháng 9, 1964 cho một lượt hoạt động tại Địa Trung Hải và tham gia các cuộc tập trận của Khối NATO. Nó quay trở về cảng nhà vào ngày 18 tháng 12.

### 1965 - 1972
Sau khi được đại tu tại Xưởng hải quân Boston, Keppler tiếp tục hoạt động thường lệ từ căn cứ Newport cho đến khi lên đường đi sang Viễn Đông vào ngày 4 tháng 10, 1966. Theo ngả kênh đào Panama, nó đi đến Trân Châu Cảng vào ngày 24 tháng 10, rồi tiếp tục hành trình hướng sang Nhật Bản một tuần sau đó. Nó khởi hành từ Yokosuka vào ngày 14 tháng 11 để phục vụ canh phòng máy bay cho các tàu sân bay trong vịnh Bắc Bộ. Đến đầu tháng 12, chiếc tàu khu trục được phân công hỗ trợ hải pháo cho lực lượng chiến đấu trên bộ tại Nam Việt Nam, đồng thời tham gia Chiến dịch Sea Dragon nhằm ngăn chặn việc vận chuyển lực lượng và vũ khí ven biển từ Bắc vào Nam. Trong đêm 11-12 tháng 12, nó đã giải cứu một phi công bị bắn rơi.
Sang đầu năm 1967, Keppler quay lại nhiệm vụ canh phòng máy bay cho tàu sân bay tại trạm Yankee trong vịnh Bắc Bộ, và đến ngày 28 tháng 1 đã giúp cứu vớt thêm một phi công bị bắn rơi. Trong tháng 1 và tháng 2, hỏa lực của con tàu đã phá hủy hay gây hư hại cho 51 tàu xuồng đối phương, nhưng cũng thường xuyên bị các khẩu đội pháo bờ biển đối phương nhắm bắn. Một quả đạn pháo đối phương đã bắn trúng tháp pháo của nó vào ngày 11 tháng 3, nhưng con tàu tiếp tục phục vụ tại tuyến đầu cho đến khi quay trở về vịnh Subic, Philippines vào ngày 23 tháng 3. Nó lên đường ba ngày sau đó cho hành trình quay trở về nhà, đi ngang qua Ấn Độ Dương, kênh đào Suez và Địa Trung Hải trước khi về đến Newport vào ngày 8 tháng 5, hoàn tất một chuyến đi vòng quanh thế giới. Chiếc tàu khu trục tiếp tục hoạt động dọc theo vùng bờ Đông Hoa Kỳ.
Trong năm 1968, Keppler từng được phái sang hoạt động tại vùng biển Bắc Đại Tây Dương và Địa Trung Hải. Vào tháng 4, 1970, nó được điều động trở lại Hạm đội Thái Bình Dương và đặt cảng nhà tại Trân Châu Cảng. Con tàu có thêm hai lượt được phái sang hoạt động trong Chiến tranh Việt Nam: từ tháng 8, 1970 đến tháng 1, 1971, và từ tháng 9 đến tháng 12, 1971.

### TCGTınaztepe(D 355)

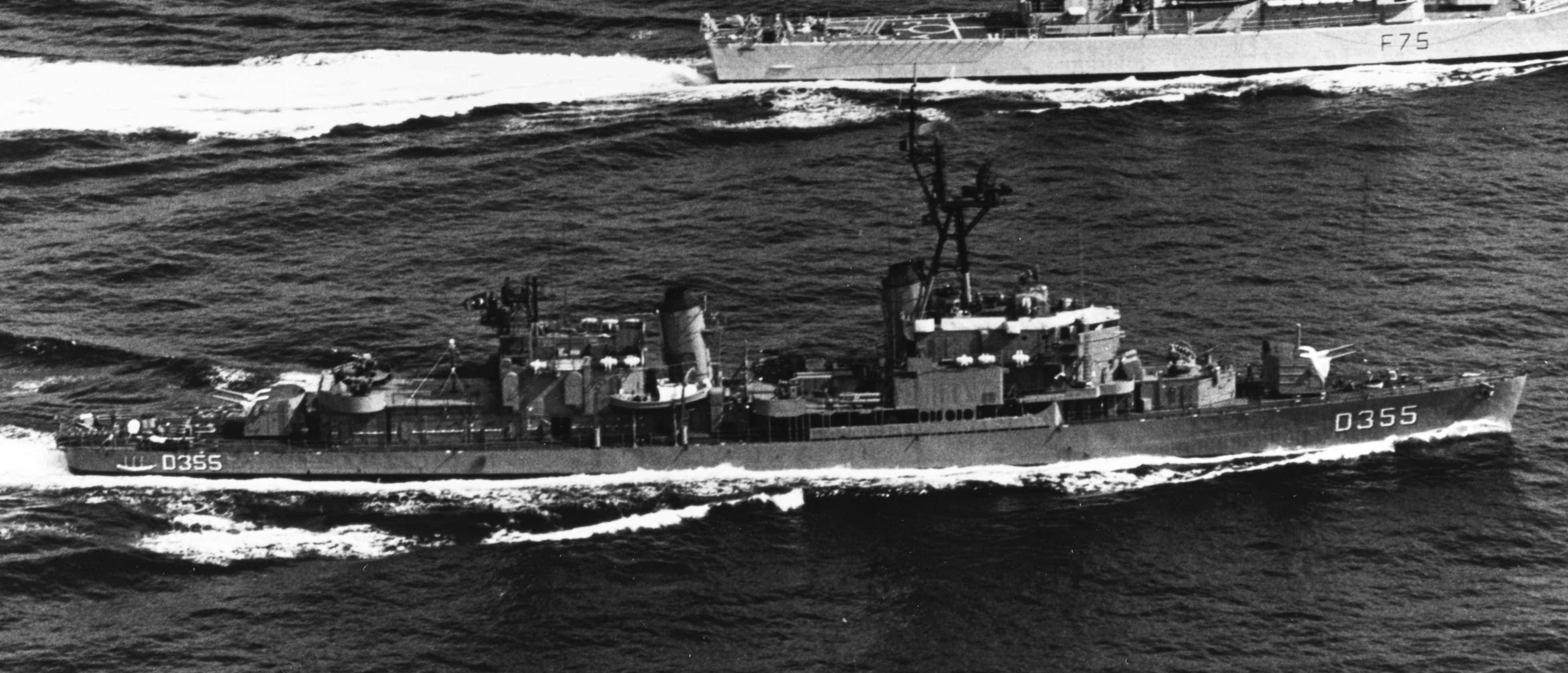
TCG Tınaztepe hoạt động cùng các tàu chiến NATO khác trong Địa Trung Hải, 1979.

Chiếc tàu khu trục xuất biên chế vào ngày 1 tháng 7, 1972 và được chuyển giao cho Thổ Nhĩ Kỳ, rồi tiếp tục phục vụ cùng Hải quân Thổ Nhĩ Kỳ như là chiếc TCG Tınaztepe (D 355). Nó mắc tai nạn va chạm với tàu chở dầu "Aygaz-3" trong vịnh Izmit vào ngày 2 tháng 5, 1984; tai nạn đã khiến bốn thủy thủ của Tınaztepe thiệt mạng, và những hư hại của nó không bao giờ được sửa chữa. Cuối cùng con tàu được cho xuất biên chế vào ngày 31 tháng 10, 1984, và được tháo dỡ sau đó.

## Phần thưởng
Keppler được tặng thưởng hai Ngôi sao Chiến trận do thành tích phục vụ trong Chiến tranh Triều Tiên.